# Корешовка
Корешовка — река в России, протекает в Сергиево-Посадском районе Московской области.
Исток — северо-восточнее села Богородского, впадает в Дубну в 78 км от её устья по левому берегу. Длина реки — 15 км, площадь водосборного бассейна — 70,4 км².
По данным Государственного водного реестра России, относится к Верхневолжскому бассейновому округу. Речной бассейн — (Верхняя) Волга до Куйбышевского водохранилища (без бассейна Оки), речной подбассейн — бассейны притоков (Верхней) Волги до Рыбинского водохранилища, водохозяйственный участок — Волга от Иваньковского гидроузла до Угличского гидроузла (Угличское водохранилище).